# Oscar Smith
Oscar Smith (Villa Domínico, provincia de Buenos Aires, Argentina 8 de enero de 1932-1977) fue un sindicalista perteneciente al gremio de Luz y Fuerza que fue secuestrado el 11 de febrero de 1977 y nunca fue hallado. Se especula que fue asesinado dos o tres meses después de su secuestro si bien existe una versión conforme la cual su muerte se habría producido entre el 8 y el 10 de enero de 1978.
Después que terminó los estudios secundarios en una escuela técnica, su padre le consiguió empleo en Segba, la empresa productora de electricidad en la que aquel trabajaba. Siguió viviendo hasta su desaparición en el barrio donde había nacido. Se casó con Ana María Pérez, con quien tuvo dos hijas.

## Actividad sindical
Trabajaba en el edificio de Alsina entre Defensa y Bolívar y en 1963 fue elegido delegado gremial de su sector por el Sindicato de Luz y Fuerza, que agrupaba a los trabajadores de empresas productoras de electricidad. Smith participó en las tomas de establecimientos que formaban parte del Plan de Lucha con el cual el sindicalismo peronista participaba en el desgaste del presidente Arturo Umberto Illia y el secretario general de Luz y Fuerza Juan José Taccone fue uno de los sindicalistas que estuvo presente cuando, ya derrocado el presidente constitucional por el golpe de Estado de 1966 asumió su cargo el dictador Juan Carlos Onganía. Cuando el sindicalismo se dividió entre “combativos” y “participacionistas” –estos últimos liderados por Augusto Timoteo Vandor– el Sindicato de Luz y Fuerza se adhirió a esta última corriente. En 1970 Smith fue elegido secretario gremial en una lista encabezada por Taccone como secretario general de la seccional de Capital Federal del Sindicato de Luz y Fuerza. En las elecciones siguientes fue designado secretario de organización de la Federación nacional de sindicatos de Luz Fuerza.
A fines de 1973, ya elegido Juan Domingo Perón como presidente, Taccone fue nombrado por el gobierno para dirigir la empresa estatal Segba, y al año siguiente Smith fue elegido secretario general de la seccional Capital. Para esa época las organizaciones guerrilleras habían establecido muchas veces como uno de los blancos de sus ataques armados a sindicalistas peronistas acusados de “burócratas gremiales” y, por otra parte, se habían multiplicado los ejércitos de guardaespaldas que custodiaban a los principales jefes gremiales.  
Oscar Smith rechazaba la utilización de custodios cuyo despliegue, por otra parte, causaba desagrado en la población.
En junio de 1975 los sindicatos entraron en conflicto con el gobierno de María Estela Martínez de Perón cuando este quiso limitar los incrementos salariales que se habían pactado en medio de una crisis económica hiperinflacionaria. Los dirigentes Lorenzo Miguel (metalúrgico) y Casildo Herrera (textil) tenían frente al gobierno una política menos crítica que la de otros dirigentes entre los que se encontraban Armando Cavallieri (empleados de comercio), José Rodríguez (mecánicos), Délfor Giménez (textil) y el propio Smith, entre otros. Este grupo sostenía vínculos cada vez más sólidos con el Ejército a través del secretario general del arma, coronel Carlos Cúneo, que era el jefe visible de un grupo de oficiales interesado tanto por la política como por la estrategia en la lucha contra las organizaciones guerrilleras cuyos actos de violencia eran cada vez más numerosos. Con el correr del tiempo, fue viendo una incapacidad manifiesta del gobierno nacional para evitar el avance de dichas organizaciones en todos los frentes.
Si bien Smith y los demás sindicalistas sabían que en el curso del Operativo Independencia en la provincia de Tucumán había habido gremialistas peronistas secuestrados y torturados por el Ejército cuando se negaban a colaborar con sus fuerzas, las argumentaciones antisubversivas de los militares no sonaban desmesuradas ni las consideraban ideológicamente criticables.
A partir del asesinato de José Ignacio Rucci por guerrilleros el 25 de septiembre de 1973 se había hecho evidente un agravamiento del enfrentamiento –incluyendo asesinato de dirigentes y activistas de ambos bandos- entre las organizaciones guerrilleras –o “zurdos infiltrados” según sus oponentes- y los sindicalistas, tildados como “burocracia sindical” por el otro bando. Si bien en Luz y Fuerza el sindicato mantenía un sólido control de las representaciones sindicales en el nivel de delegados de fábrica, en otros gremios surgían comisiones de reclamo integradas por militantes de izquierda que no respondían a los dirigentes adscriptos al sindicalismo peronista tradicional que, en varios casos con apoyo de la guerrilla, planteaban conflictos sobre la base de reclamos que erosionaban el poder de los mismos.
Oscar Smith estaba convencido de que el gremialismo tradicional debía apoyar al gobierno y este, a su vez, debía otorgar más poder a las Fuerzas Armadas así como ayudar a los sindicalistas no coartándolos en sus negociaciones con los empresarios; sin embargo, cuando esto último no ocurrió y se puso techo a las pretensiones salariales no vaciló en enfrentar al gobierno a riesgo de una crisis inevitable con un desgaste político gubernamental de alcance imprevisible. La Confederación General del Trabajo convocó, en un clima con los más variados rumores sobre renuncias y cambios en el elenco gubernamental, a una marcha a realizarse el 27 de junio en Plaza de Mayo reclamando la homologación de los convenios colectivos que habían sido firmados con aumentos muy superiores a la pauta salarial fijada por el gobierno. En esa manifestación las consignas centrales fueron las de “Afuera, afuera, Rodrigo y López Rega” e “Isabel coraje, al Brujo dale el raje”. Esa misma tarde la Presidenta convocó a los dirigentes gremiales a su residencia de Olivos para exponer sus reclamos y tras oírlos en una breve audiencia transmitida por radio y televisión les requirió que dieran por terminada la concentración pues al día siguiente les respondería.
Isabel Perón respondió por radio y televisión ratificando el tope salarial y la CGT el 2 de julio dispuso un paro general por 48 horas para el 7 y 8 de ese mes; antes que finalizara la segunda jornada de huelga el gobierno anunció que homologaría los convenios y que los ministros Celestino Rodrigo y José López Rega habían renunciado.
Los dos sectores sindicales integrantes de la CGT mantuvieron visiones diferentes sobre la situación del país. El encabezado por Lorenzo Miguel consideraba esencial defender al gobierno para protegerse de las fuerzas de izquierda en tanto el otro, del que formaba parte Smith, compartía los temores de Lorenzo sobre el avance de la guerrilla pero para contrarrestarlo privilegiaba fortalecer el sindicalismo aceptando e impulsando los reclamos de sus trabajadores representados, cada vez más desencantados con el gobierno.
Oscar Smith tomaba nota, en el ínterin, que desde fuentes militares partían mensajes contrapuestos, unos asociando a los sindicatos con el gobierno y resaltando la “corrupción gremial” y otros afirmando que el principal problema del país era la guerrilla y sus mejores defensores, las Fuerzas Armadas y el sindicalismo organizado. Dentro de ese panorama Smith impulsó la realización de un homenaje de la CGT a los caídos en la “lucha contra la subversión” colocando una placa en el patio de armas del Comando en Jefe del Ejército.
Durante el resto del año y primeros meses de 1976 se barajaron en los medios políticos distintas propuestas para cambiar un rumbo que muchos ya veían como inevitable hacia una intervención de las Fuerzas Armadas, pero todas ellas naufragaron entre otras razones porque la Presidenta se negaba a dejar su cargo y recurría en cambio a reiteradas licencias por razones de salud. 
El 5 de marzo de 1976 el ministro de Economía Emilio Mondelli anunció el “Plan de Emergencia Económica” que en sus principales medidas disponía aumentos en las tarifas de los combustibles, servicios públicos y transporte de hasta el 150%, un incremento salarial del 12%, una devaluación del peso del 22%, así como también una “tregua social” de 180 días durante la cual los diferentes sectores “deberían postergar todas las reclamaciones”.
Al día siguiente distintas regionales del interior de la CGT (entre las que se encontraban principalmente las de las provincias de Mendoza, Santa Fe y San Juan) manifestaron su rechazo a las medidas y se desencadenó una ola de paros. El 9 de marzo Oscar Smith anunció que adhería a la posición de Lorenzo Miguel de “apoyo crítico” al Plan. La explicación de este cambio de Smith dada por algunos colaboradores cercanos fue que el sindicalista no quería el golpe de Estado y pensaba que podía ser una vía de racionalidad para que subsistiera el gobierno. Sus críticos afirman que sabedor de la inevitabilidad del derrocamiento del gobierno consideró que oponerse al Plan significaba un desgaste inútil. Lo cierto es que en las dos semanas siguientes la mayor parte de la población siguió con indiferencia el proceso de derrumbe de un gobierno desprestigiado.
En la madrugada del 24 de marzo de 1976 las Fuerzas Armadas se hicieron cargo del gobierno, detuvieron a un gran número de funcionarios, políticos y sindicalistas. Ese día y los subsiguientes se registraron también muchos secuestros ilegales de personas. Desde días antes, y gracias a sus contactos militares, Smith sabía que entre las medidas del nuevo gobierno para el sector público estaba la de “restablecer la disciplina laboral, recortando el poder de los sindicatos”. La posición del sindicalista era que se debía profundizar la relación con el Ejército para poder resguardar “la estructura” del sindicato.
En el marco del reparto de áreas de responsabilidad entre las distintas fuerzas durante el dictadura militar surgida el 24 de marzo de 1976 la empresa estatal de energía fue adjudicada a la Armada en tanto el Ministerio de Trabajo era del Ejército. Smith se encontró con una nueva situación con conflictos con la conducción de las empresas eléctricas –o sea con la propia Armada- a raíz de las medidas tomadas con el personal.

## Intervención al sindicato
Ante la perspectiva de que el sindicato fuera intervenido y se pusiera al frente un hombre de la Marina, a fines de abril de 1976 Smith se entrevistó con el ministro de Trabajo Liendo quien, a su pedido, dispuso la intervención del Sindicato de Luz y Fuerza de la Capital Federal y el nombramiento del teniente coronel Héctor Saumel para llevarla a cabo. Al ser informados de la gestión, los dirigentes del sindicato convinieron en que el abogado de la organización y hombre de suma confianza fuera nombrado “gerente administrativo”, que Smith renunciara y el resto de la conducción se mantuviera en sus puestos.
En el ínterin un destacamento de la Marina ocupó el edificio donde tenía su sedela Federación de Luz y Fuerza, el sindicato de segundo grado que agrupaba a las filiales de todo el país –incluida la de Capital Federal- y un hombre de esa fuerza fue nombrado interventor. El comandante en jede del arma, almirante Emilio Massera supo de la maniobra realizada por Smith, no pudo modificar la situación y quedó fastidiado con el general Viola y, en particular, con el dirigente gramial que, a todo esto, había retornado a su trabajo como empleado de Segba sin dejar de actuar reservadamente en los temas sindicales.

## Inicio del conflicto
En conocimiento de que el gobierno militar apuraba medidas relativas al régimen de trabajo en las empresas estatales, los dirigentes de Luz y Fuerza difundieron un comunicado rechazando cualquier intento de suprimir o disminuir los beneficios logrados por los trabajadores. El 3 de septiembre la Junta Militar aprobó la ley 21400 de Seguridad Industrial estableciendo penas contra el activismo sindical y restringiendo gravemente el derecho de huelga. Un nuevo comunicado de los dirigentes del gremio rechazó con dureza la nueva norma y Smith realizó una recorrida por filiales del interior del país preparándolas para el enfrentamiento con las empresas empleadoras y el propio gobierno que se avizoraba. Efectivamente, el 4 de octubre fueron despedidos 264 trabajadores de Segba, incluidos todos los miembros de la conducción sindical, delegados y activistas. Se constituyó una conducción “en la clandestinidad” presidida por Smith que diseñó un plan que no incluía huelgas generales –que estimaban inconvenientes- pero sí actos y asambleas en los lugares de trabajo y “paros de brazos caídos”, esto es permanencia en los lugares de trabajo sin efectuar tareas, así como una concentración en la puerta del Sindicato Capital para el 5 de octubre. Un incendio declarado en la usina Puerto Nuevo de Segba fue denunciado por la empresa como un sabotaje.

## Desarrollo del conflicto
El Ministerio de Trabajo convocó a Smith y demás dirigentes a su sede para explorar posibles soluciones. Tanto el ministro Liendo como el general Viola desconfiaban por igual de la Marina como de la conducción económica de José Martínez de Hoz.
Había presencia de fuerzas de seguridad en los lugares de trabajo y algunos delegados y activistas sufrieron secuestros temporales, golpes y amenazas para que se apartaran de las medidas de fuerza. En el gobierno se consideraba que lo que estaba en juego no solo era la reforma de las empresas del Estado sino también el principio de autoridad que veían menoscabado por el conflicto. El 7 de octubre se publicó un bando del Comando Zona 1 del Ejército haciendo saber que a partir de la 0 hora del día siguiente serían encarcelados los trabajadores de las empresas energéticas que no trabajaran normalmente. Un exsindicalista visitó a Smith y le transmitió una advertencia de parte del general Viola: las cosas iban a empeorar y si no se apartaba del conflicto debía irse del país; sin embargo, ni Smith ni quienes lo rodeaban tuvieron cabal conciencia de la seriedad del mensaje y de las consecuencias de continuar el conflicto. En la noche del 8 de octubre tres sindicalistas de Luz y Fuerza fueron secuestrados y encerrados en el centro clandestino de detención ubicado en la Escuela de Mecánica de la Armada. El contralmirante Imposti, interventor en Segba, negaba ante los periodistas toda posibilidad de neciación y, mientras tanto, se incrementaban los atentados contra instalaciones de las empresas del sector.
La conducción sindical deliberó en la clandestinidad y aceptó la tesis de Smith: negociar con el Ejército a través del Ministerio de Trabajo procurando aprovechar la desinteligencia que advertían dentro del gobierno –fundamentalmente entre Ejército y Marina- pero prosiguiendo con las medidas de fuerza para hacerlo desde una posición de fuerza. Así fue que el 11 de octubre continuaba el conflicto y Smith fue aplaudido por una concentración de unos 3000 trabajadores que reclamaban por los despidos y la reaparición de los tres secuestrados. Dos días después los tres fueron liberados con evidentes signos de las torturas a las que habían sido sometidos.
La Junta Militar decidió tomar el asunto en sus manos, lo que significaba una tácita desautorización de a gestión del Ministerio de Trabajo, y aceptó la posición de la Marina que a través del almirante Masera consideraba que estaba en juego el principio de autoridad. Un nuevo comunicado del Comando recordaba la vigencia de la ley 21400, si bien paralelamente enviados del Ejército urgían a los sindicalistas a negociar. Por otra parte, cuando sindicalistas de otros gremios estatales propusieron realizar medidas de fuerza en solidaridad, el sindicato rehusó extender el conflicto.
La conducción sindical aceptó la invitación que les llegó a través de un intermediario de concurrir al despacho del coronel Roberto Roualdés en el Primer Cuerpo de Ejército. En la reunión el militar les advirtió a los gritos que si no se normalizaba el trabajo comenzarían las detenciones de dirigentes y esa misma noche el general Viola lo ratificó hablando por radio. También se publicaron los comunicados n° 5 y 6 de la Junta Militar confirmando la firme posición del gobierno relativa los “delincuentes subversivos” que estaban tras el conflicto. Las conexiones, no obstante ello, no estaban rotas y Smith sostuvo con el coronel Daher reuniones secretas de las que surgió a fines de octubre la resolución de aquel de que era menester levantar las medidas de fuerza, lo que fue aceptado por la conducción. Smith firmó una solicitada publicada en diarios afirmando que el conflicto tenía origen en la defensa de sus derechos laborales y que:

”Las organizaciones gremiales han sido, son y serán una barrera infranqueable contra la subversión…No queremos quedar marginados del Proceso de de Reorganización Nacional, en el que todos los trabajadores estamos comprometidos. Sólo queremos ser escuchados.”

La reestructuración de las empresas productoras de electricidad eran un objetivo innegociable para el gobierno y fue así que en medio de las conversaciones la empresa Agua y Eenergía suspendió sin goce de haberes a unos 500 trabajadores acusados de participar en las medidas de fuerza. En respuesta el sindicato ordenó un paro de brazos caídos a partir del lunes 25 de octubre y fuerzas de Ejército y Marina se instalaron en los lugares de trabajo pero no pudieron lograr su normalización. Smith aceptó concurrir a una reunión con el almirante Massera, quien le pidió le hiciera llegar un informe por escrito acerca del conflicto. En la segunda reunión el marino le dijo que el informe se había traspapelado y Smith se retiró gritándole un exabrupto.

## Entrevista con Suárez Mason
La agencia clandestina de noticias ANCLA dirigida por Rodolfo Walsh emitió comunicados dando cuenta del origen y desarrollo del conflicto y también de las divisiones que veía surgir en las Fuerzas Armadas acerca de este problema. En una nueva reunión, esta vez con el general de división Guillermo Suárez Mason, comandante del I Cuerpo de Ejército, ya en el mes de noviembre, Smith arremetió contra los “gorilas” de la Marina y del peligro de que esta arma avanzara sobre posiciones del poder. Suárez Mason negó que en las Fuerzas Armadas hubiera fisuras y afirmó que las medidas perseguían dejar sin efecto “privilegios” que habían logrado algunos sindicatos como el pago de electricidad con descuento y la reducción de jornada de trabajo que tenían en Luz y Fuerza. Smith reaccionó diciendo que no eran privilegios sino “conquistas” agregando en referencia a los militares que “hasta ustedes tienen gratis la nafta, el uso de los autos y a veces hasta la comida” y que “ustedes que se dicen católicos y no dejan de invocar a Dios a cada momento, se dejan apretar por los masones y los están dejando avanzar en el país como si no pasara nada…y lo peor es que la Iglesia tampoco hace nada para parar a los masones”. Pasando a otro tema pidió la libertad de 43 trabajadores detenidos, respondiéndoles Suárez Mason que para Navidad estarían en sus casas, lo que así sucedió.
El 13 de diciembre la Junta Militar aprobó la ley 21476 que mantenía la vigencia de los convenios colectivos pero abría la puerta a que se dejaran sin efecto cláusulas de las mismas. El conflicto continuó con medidas de fuerza rotativas, trabajo a tristeza, etc. mientras la conducción se encontraba prácticamente en la clandestinidad, durmiendo en domicilios “alternativos”, eludiendo seguimientos, etc.
Una comisión de sindicalistas que entrevistó al ministro Liendo le llevó un documento en el cual además de las críticas a las medidas laborales y económicas se hacía mención a los “presos y desaparecidos”. Pese a que le dijeron al ministro que no había copias de ese documento. Eso no era cierto y poco después estaba circulando en las agencias y medios nacionales e internacionales ocasionando dentro del gobierno ataques a la “blandura” de Liendo. En enero de 1977 Segba recibió las instrucciones para continuar la reestructuración y, simultáneamente, Smith fue invitado para conversar en privado con el general Viola. Después que Smith insistiera en que no aceptarían modificaciones a los convenios, Viola le pidió que postergara las medidas de fuerza advirtiéndole que no se sabía lo que podía pasar si no era así. Smith ratificó su posición agregando “Déjese de joder general. Si me tienen que chupar que me chupen, pero yo no estoy para recular”.

## Entrevista con el presidente Videla
Poco después, hubo una reunión de gremialistas con el presidente de la Nación general Jorge Rafael Videla, para comenzar a charlar sobre la legislación laboral, afirmando el funcionario que el propósito de la ley 21476 no era ir contra los trabajadores sino tornar eficientes las empresas. Cuando finalizó sus palabras, Smith, que estaba entre los presentes, habló sobre el conflicto de Luz y Fuerza y agregó que parecía claro que algunos planes del gobierno requerían la destrucción de los sindicatos. Después de tales palabras, la conversación prácticamente finalizó. Se había llegado, gracias a lo dicho por parte de Smith, a un punto de inflexión.
El 22 de enero Segba elevó la jornada de trabajo de 32 horas a 42 horas semanales. Redujo la extensión de las vacaciones –la empresa otorgaba días por encima del régimen general- y eliminó la calificación de insalubridad en algunas áreas de trabajo. 
El sindicato dispuso que continuaran las medidas de fuerza. La facturación de la empresa se atrasaba y tenía errores, había cortes de electricidad y fallas en el mantenimiento, que el gobierno atribuyó a la “agitación sindical”.

## Desaparición
El 11 de febrero de 1977 Oscar Smith salió de su casa ubicada en pasaje Diamante al 5000 de Villa Domínico, donde había pasado la noche, manejando su automóvil, circuló por avenida Mitre y luego giró por la calle Debenedetti hacia el Riachuelo y al observar que era seguido dobló por la calle Zamudio, donde su vehículo fue encerrado por otros autos y personas vestidas de civil se lo llevaron en un automóvil Ford Falcon blanco. Su secuestro fue observado por un empleado de Segba que trabajaba en el lugar, quien lo denunció en el sindicato.
Nunca se tuvieron noticias fidedignas acerca de su destino posterior. El diario La Opinión razonó que el secuestro perjudicaba al gobierno, por lo que lo atribuyó a organizaciones guerrilleras. Por su parte el gobierno en un comunicado asumió la misma tesis. Por la misma época otros 12 delegados de Luz y Fyerza fueron secuestrados y nunca aparecieron. Hubo distintas versiones e incluso testimonios de haberlo visto en centros de detención -en algunos casos lo ubicaban con vida varios meses después del secuestro- pero ninguna fue convincente. Los allegados de Smith se inclinan a culpar al almirante Massera y a pensar que fue ejecutado el mismo día ya que no había beneficio alguno en mantenerlo vivo pero, por otra parte, la descripción de los vehículos involucrados en el hecho no se ajusta a los que usualmente usaba esa Arma en sus operativos. Quienes estuvieron detenidos en el centro clandestino de detención de la ESMA nunca oyeron mencionar a Smith. Otras versiones apuntan como responsables al Ejército, en especial a Suárez Mason, pero sin pruebas quedan al nivel de las meras especulaciones.

## Homenajes
Al momento de su desaparición la Confederación General del Trabajo no se interesó en la suerte corrida por Smith sino que las gestiones quedaron exclusivamente a cargo de sus familiares y los compañeros de Luz y Fuerza y posteriormente nunca le rindió homenaje alguna vez.
La Municipalidad del Partido de Avellaneda dispuso que lleve el nombre de Oscar Smith la esquina de Pasaje Garbulia y Chascomús, en Villa Domínico. La Central Térmica de General Madariaga lleva el nombre del sindicalista,La Escuela secundaria técnica con orientación industrial n° 3 de Puerto Deseado, provincia de Santa Cruz, la sede de Villa Unión (provincia de La Rioja) del Sindicato de Luz y Fuerza de La Riojay la Sede Central de la Federación Argentina de Trabajadores de Luz y Fuerza en Lima 163 de la Ciudad Autónoma de Buenos Aires lleva su nombre. 